# Ussangue

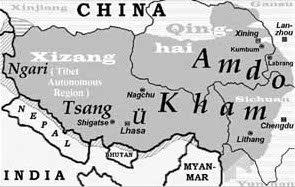
Mapa mostrando as províncias tibetanas de Ussangue (com Ngari), Kham e Amdo

Ussangue, Uçangue ou Utsangue (em tibetano: དབུས་གཙང་།; Wylie; dbus gtsang, também escrito modernamente Ü-Tsang) é uma das três regiões tibetanas, sendo as outras Amdo no nordeste e Kham no leste. Ngari (incluindo o antigo reino Guge) no noroeste foi incorporado ao Ussangue. Geograficamente, Ussangue cobria o centro-sul da área cultural tibetana, incluindo a bacia hidrográfica do rio Bramaputra. Os distritos ocidentais que circundam e se estendem além do Monte Kailash estão incluídos em Ngari e em grande parte do vasto planalto de Changtang ao norte. O Himalaia definiu a fronteira sul de Ussangue. A atual Região Autônoma do Tibete corresponde aproximadamente ao que era o antigo Ussangue e Kham ocidental.[carece de fontes?]
Ussangue foi formado pela fusão de dois centros de poder anteriores: Ü (em tibetano: Wylie: dbus) no Tibete central, controlado pela linhagem guelupa do budismo tibetano sob os primeiros Dalai Lamas, e Tsang (em tibetano: Wylie: gtsang) que se estendia de Gyantse até pontos a oeste, controlados pela linhagem rival Sakya. As vitórias militares do poderoso khoshut mongol Güshi Khan, que apoiou o 5º Dalai Lama e fundou o governo Ganden Phodrang em 1642, consolidaram o poder sobre a região combinada, seguidas pelo governo da Dinastia Qing iniciado em 1720 pelo Imperador Qianlong que continuou até a expedição britânica para o Tibete (1903–1904).
O reino foi mencionado pelo jesuíta António de Andrade, o primeiro europeu a visitar o Tibete. Por volta de 1627 e 1628, outro jesuíta, João Cabral, bem como Estêvão de Cacela, realizaram missões religiosas em Ussangue e fizeram descrições em cartas. Lá, Cabral foi recebido na sede da corte do reino, Shigatsé, e chega a afirmar que seu rei havia reconhecido em um documento a Lei do cristianismo como "melhor de todas, e é bom que todos aprendam para a salvação de suas almas".
Ussangue é o coração cultural do povo tibetano, originalmente governado pela dinastia Rinpungpa. A dinastia Tsangpa governou a parte Tsang entre 1565 e 1642. A disputa entre os reis de Tsang, Karma Tenkyong Wangpo, seguidores do carmapa, e os cãs khoshut, Güshi Khan, seguidor do guelupa e do Dalai Lama, terminou com o domínio do Tibete dos palácios Potala e Norbulingka em Lhasa por este último. Jokhang, um templo budista tibetano, está localizado lá. O dialeto lhasa é usado como língua franca em Ussangue e a língua koiné do exílio tibetano também se baseia amplamente nele.[carece de fontes?]

## Frente e fundo do Tibete
Tsang, cujas maiores cidades são Gyantse e Shigatse, perto de onde o Panchen Lama tem a sua sede tradicional no Mosteiro de Tashilhunpo, foi designada nos mapas da dinastia Qing como "Tibete posterior", enquanto Ü, onde o Dalai Lama tem a sua sede em Lhasa, foi designada "Tibete frontal". Esta divisão foi uma construção artificial dos chineses e não era corrente no Tibete, onde o Dalai Lama exercia um governo efetivo sobre Tsang e Ü. Uma tentativa foi feita no século XVIII, durante o reinado do imperador Yongzheng, de dividir o Tibete, oferecendo ao Panchen Lama o domínio sobre Tsang, mas a oferta expansiva foi recusada, o Panchen Lama aceitando apenas uma pequena porção do território oferecido. Tentativas posteriores, durante o período de 1906-1913 e em 1950, do Panchen Lama de ressuscitar um Tibete posterior separado sobre o qual ele teria domínio foram rejeitadas pelo Kashag.